# أهل صالح (إد عبد الله أو براهيم)
أهل صالح هو دُوَّار يقع بجماعة اصبويا، إقليم سيدي إفني، جهة كلميم واد نون في المملكة المغربية. ينتمي الدوّار لمشيخة إد عبد الله أو براهيم التي تضم 17 دوار. يقدر عدد سكانه بـ 8 نسمة حسب الإحصاء الرسمي للسكان والسكنى لسنة 2004.

## روابط خارجية
- البوابة الوطنية للجماعات الترابية
- المندوبية السامية للتخطيط